# Davis Cleveland
Davis Cleveland (født 5. februar 2002) er en amerikansk tv-skuespiller, rapper og sanger.  Han er bedst for sin rolle som Flynn Jones i Disney Channel-serien Shake It Up.

## Personlige liv
Davis Cleveland blev født den 5. februar, 2002 i Houston, Texas.  Cleveland bor i Los Angeles, Californien og nyder at studere kampsport og spille guitar, samt andre fritidsinteresser herunder computerspil, samt at køre på skateboard og rulleskøjter.  I marts 2011, fortalte Cleveland Tanya Rivero i Good Morning America om sin erfaring med at arbejde på Shake It Up – "Det har været den bedste oplevelse nogensinde.  Det er ligesom at komme i Disneyland."
Han er også involveret i velgørenhedsarbejde og forsøger at rejse penge, til at finde en kur mod Cystisk fibrose ved at arrangere gåture og andre velgørende aktiviteter.

## Diskografi

### Singler
| År   | Sang           | Album          | Noter                                  |
| ---- | -------------- | -------------- | -------------------------------------- |
| 2011 | "Monster Mash" | Spooky Buddies | Sammen med Adam Irigoyen , Kenton Duty |
| 2011 | "I Am"         | RO•SHON        | Gæsteoptræden                          |

### Musikvideoer
| År   | Sang           | Noter                                   |
| ---- | -------------- | --------------------------------------- |
| 2011 | "Monster Mash" | Sammen med Adam Irigoyen og Kenton Duty |

### Gæsteoptræneder i Musikvideoer
| År   | Sang   | Noter                           |
| ---- | ------ | ------------------------------- |
| 2012 | "Roam" | Musikvideo af Caroline Sunshine |

## Priser og nomineringer
| År   | Pris                | Kategori | Medie       | Resultat  | Kilde |
| ---- | ------------------- | --- | ----------- | --------- | ----- |
| 2011 | Young Artist Awards | Outstanding Young Ensemble in a TV Series (sammen med Bella Thorne, Zendaya, Davis Cleveland, Roshon Fegan, Adam Irigoyen og Kenton Duty) | Shake It Up | Nomineret | [ 5 ] |
| 2012 | Young Artist Awards | Outstanding Young Ensemble in a TV Series (sammen med Bella Thorne, Zendaya, Davis Cleveland, Roshon Fegan, Adam Irigoyen og Kenton Duty) | Shake It Up | Nomineret | [ 6 ] |